# 東急デハ1形電車
東急デハ1形電車（とうきゅうデハ1がたでんしゃ）は東京急行電鉄軌道線（旧・玉川電気鉄道線）で使用されていた木造ボギー電動車である。

## 概要
1920年9月11日、玉川電気鉄道は東京市電気局（東京市電）に乗り入れるべく1372mmに改軌した。その折に21両を投入しているが内の6両が木造ボギー車がそのルーツで、16号形と称した。その後1924年までに9両を増備し計15両となっている。製造は枝光鉄工所・鶴見木工所・蒲田車両で、枝光製が前後扉付で他がオープンデッキ。側窓はすべて10枚だが枝光製が2×5、他が3＋4＋3という割合で並び、運転台は低床、台車はブリル76E1を使用。ダブルポールを前後に装備していた。枝光製車の形状は同メーカーの京王電気軌道23形と酷似している。
東京横浜電鉄への吸収合併→大東急発足後デハ1形と改番している。
鶴見・蒲田製車の運転台周辺の車体延長と側扉取付工事を施行、戦後集電方式をビューゲルに改良しているが、デハ20形と共に直接制御の単行専用車であった。1952年以降、木造車体の老朽化が著しくなったことと、保安性向上のため、デハ80形の増備という形で鋼体化され、88～102号となった。間接非自動制御（HL）化、非常管付直通制動（SME）化は他の80形同様であり、主電動機等も京浜線デハ5140形（旧京浜電鉄デ51形、後の京急デハ140形）の流用品によって出力向上が図られているため、デハ1形の旧品はブリル台車程度であった。
デハ80形の旧デハ1形鋼体化グループは、玉川線廃止と共に1969年5月11日廃車されている。